# Bugel (Ciawi)
Bugel is een bestuurslaag in het regentschap Tasikmalaya van de provincie West-Java, Indonesië. Bugel telt 5361 inwoners (volkstelling 2010).